# Миллер, Райан
Ра́йан Дин Ми́ллер (англ. Ryan Dean Miller; род. 17 июля 1980, Ист-Лансинг, Мичиган, США) — американский хоккеист, вратарь. Входит в топ-20 лидеров среди вратарей по количеству побед в истории НХЛ и занимает второе место среди всех американских вратарей, уступая только Джонатану Куику.
На драфте НХЛ 1999 года был выбран в 5-м раунде под общим 138-м номером клубом «Баффало Сейбрз». Дебютировал в НХЛ в сезоне 2002/03, проведя 15 матчей (6 побед).
На Олимпийских играх 2010 года в Ванкувере в финале пропустил «золотой гол» от Сидни Кросби.
Райан Миллер провёл в НХЛ за карьеру 796 матчей и одержал 391 победу. В плей-офф Кубка Стэнли сыграл 58 матчей и выиграл 28.
29 апреля 2021 года объявил о завершении карьеры после сезона 2020/21. 8 мая 2021 года провёл последнюю игру в НХЛ (поражение в овертайме от «Миннесоты Уайлд» 3:4).
19 января 2023 года «Баффало Сейбрз» вывел из обращения игровой номер Миллера.

## Статистика

### Международная
По данным: Eliteprospects.com, NHL.com, HockeyGoalies.org. и TSN.ca

## Достижения

### Командные
| Год        | Команда                | Достижение                        | Достижение |
| ---------- | ---------------------- | --------------------------------- | ---------- |
| 2000, 2001 | Мичиган Стэйт Спартанс | Чемпион CCHA (2)                  |            |
| 2007       | Баффало Сейбрз         | Обладатель Президентского Кубка   |            |
| 2010       | США                    | Серебряный призёр Олимпийских игр |            |

### Личные
| Год           | Команда                | Достижение                                                           | Достижение |
| ------------- | ---------------------- | -------------------------------------------------------------------- | ---------- |
| Клубные       |                        |                                                                      |            |
| 2000          | Мичиган Стэйт Спартанс | Попадание во вторую Сборную всех звёзд CCHA                          |            |
| 2001, 2002    | Мичиган Стэйт Спартанс | Игрок года CCHA (2)                                                  |            |
| 2001, 2002    | Мичиган Стэйт Спартанс | Попадание в первую Сборную всех звёзд CCHA (2)                       |            |
| 2001          | Мичиган Стэйт Спартанс | Обладатель «Хоби Бейкер Мемориал Эворд»                              |            |
| 2004, 2005    | Рочестер Американс     | Участник Матча всех звёзд АХЛ (2)                                    |            |
| 2005          | Рочестер Американс     | Попадание в первую Сборную всех звёзд АХЛ                            |            |
| 2005          | Рочестер Американс     | Обладатель «Алдедж "Баз" Бастьен Мемориал Эворд»                     |            |
| 2003          | Баффало Сейбрз         | Участник Матча молодых звёзд НХЛ                                     |            |
| 2007          | Баффало Сейбрз         | Участник Матча всех звёзд НХЛ                                        |            |
| 2010          | Баффало Сейбрз         | Обладатель «Везина Трофи»                                            |            |
| 2010          | Баффало Сейбрз         | Попадание в первую Сборную всех звёзд НХЛ                            |            |
| 2010          | Баффало Сейбрз         | Обладатель Приза игроку НХЛ за благотворительность                   |            |
| Международные |                        |                                                                      |            |
| 2002          | США                    | Лучший процент отражённых бросков чемпионата мира                    |            |
| 2010          | США                    | Лучший вратарь хоккейного турнира Олимпийских игр                    |            |
| 2010          | США                    | MVP хоккейного турнира Олимпийских игр                               |            |
| 2010          | США                    | Лучший коэффициент надежности хоккейного турнира Олимпийских игр     |            |
| 2010          | США                    | Лучший процент отражённых бросков хоккейного турнира Олимпийских игр |            |
| 2010          | США                    | Попадание в Сборную всех звёзд хоккейного турнира Олимпийских игр    |            |

Другие
| Год  | Достижение                                     |
| ---- | ---------------------------------------------- |
| 2013 | Включён в зал славы Университета штата Мичиган |
| 2022 | Включён в Зал хоккейной славы США              |

## Рекорды

### НХЛ
- Наибольшее количество побед в сериях послематчевых буллитов среди вратарей — 52
- Наибольшее количество побед в сериях послематчевых буллитов среди вратарей в одном сезоне — 10 в сезоне 2006/07 (совместно с Мартином Бродёром (2006/07), Мэтью Гароном (2007/08) и Джонатаном Куиком (2010/11))
- Наибольшее количество побед среди вратарей, рождённых в США — 378 (по состоянию на 06.04.2019)

### «Баффало Сейбрз»
- Наибольшее количество сыгранных матчей среди вратарей — 540
- Наибольшее количество сыгранных матчей среди вратарей в одном сезоне — 71 в сезоне 2007/08
- Наибольшее количество сыгранных минут среди вратарей — 31 661
- Наибольшее количество сыгранных минут среди вратарей в одном сезоне — 4474 в сезоне 2007/08
- Наибольшее количество побед — 284
- Наибольшее количество побед в одном сезоне — 41 в сезоне 2009/10
- Наибольшее количество отражённых бросков в «сухом матче» — 43 (29 февраля 2012)

### Комментарии
1. ↑  Приз лучшему игроку университетского хоккея США.